# Тихвинский монастырь (Цивильск)
Тихвинский Богородицкий монастырь — епархиальный монастырь Чебоксарской епархии Русской православной церкви, расположенный в городе Цивильске.
Главной реликвией монастыря является список чудотворной Тихвинской иконы Божией Матери.

## История

### Строительство Вознесенской церкви и создание монастыря
Первоначально не позднее 1675 года (приблизительно в 1671—1675 годы) за городом, между реками Большой и Малый Цивиль была возведена деревянная Тихвинская церковь (по другим данным, Вознесенская, с приделом в честь Тихвинской иконы Божией Матери) и кельи. Связано её появление с «чудесным спасением» Цивильска от войск Степана Разина и примкнувших к ним чувашских крестьян.
Известна такая легенда:

В октябре 1671 года казаки Степана Разина совместно с возмущенными ими чувашами подступили к стенам Цивильска.

Попытка взять город-крепость штурмом не удалась, и «разбойники» решили захватить его измором. Между тем, когда жизненные припасы и порох в городе истощились, а силы защитников крепости были на исходе, беспомощные жители хотели оставить город и бежать за 40 верст в соседние Чебоксары.
Но их колебание было успокоено тем, что благочестивая жительница города Иулиания Васильева сподобилась видения от Образа Божией Матери Тихвинской. Услышала раба Божия слова Царицы Небесной: «Дабы люди, сидящие во граде, сидели крепко: казаки город не возьмут, а когда город получит спасение, то жители построили бы монастырь за городом близ Стрелецкого луга, между реками Большой и Малый Цивиль…».

На месте, указанном Богородицей, стрелец Стефан Рязанов по личному обету построил деревянную церковь во имя Вознесения Господня и поставил кельи для монахов. Один из приделов Вознесенской церкви, был посвящён иконе Пресвятой Богородицы Тихвинской, покровительнице города.— История монастыря
Историк В. Д. Димитриев в книге «Чувашские исторические предания» отмечает:

Накал классовых противоречий вылился в Крестьянскую войну 1670—1671 годов. <…> Весной 1670 года Разин со своим повстанческим войском овладел Царицыном (ныне город Волгоград), Астраханью. В конце июля он выступил вверх по Волге. <…> В конце августа разницы подошли к Симбирску (ныне город Ульяновск), заняли острог, где размещался посад, но не сумели овладеть сильно укрепленной крепостью.<…>

Ещё в начале сентября чувашские и русские повстанцы осадили Цивильск и предприняли несколько приступов, чтобы занять его. Для подавления разинцев, осадивших Цивильск, из Казани выступило царское войско под командованием Д. Барятинского. По пути ему пришлось выдержать три сражения с отрядами чувашских повстанцев. 23 октября Барятинскому удалось освободить Цивильск от осады. Однако после ухода войска Барятинского город вновь был осажден разинцами. Лишь в конце 1670 года войска Д. Барятинского и М. Кравкова отогнали разинцев от Цивильска.
В 1675 году для деревянной Вознесенской церкви была написана копия с известной как чудотворной Тихвинской иконы Богоматери, хранившейся в Троицком соборе Цивильска. Она также считалась чудотворной и по просьбам верующих её носили по городам и селениям Казанской губернии (в том числе в Чебоксары, Ядрин).

### Вознесенский Тихвинский мужской монастырь

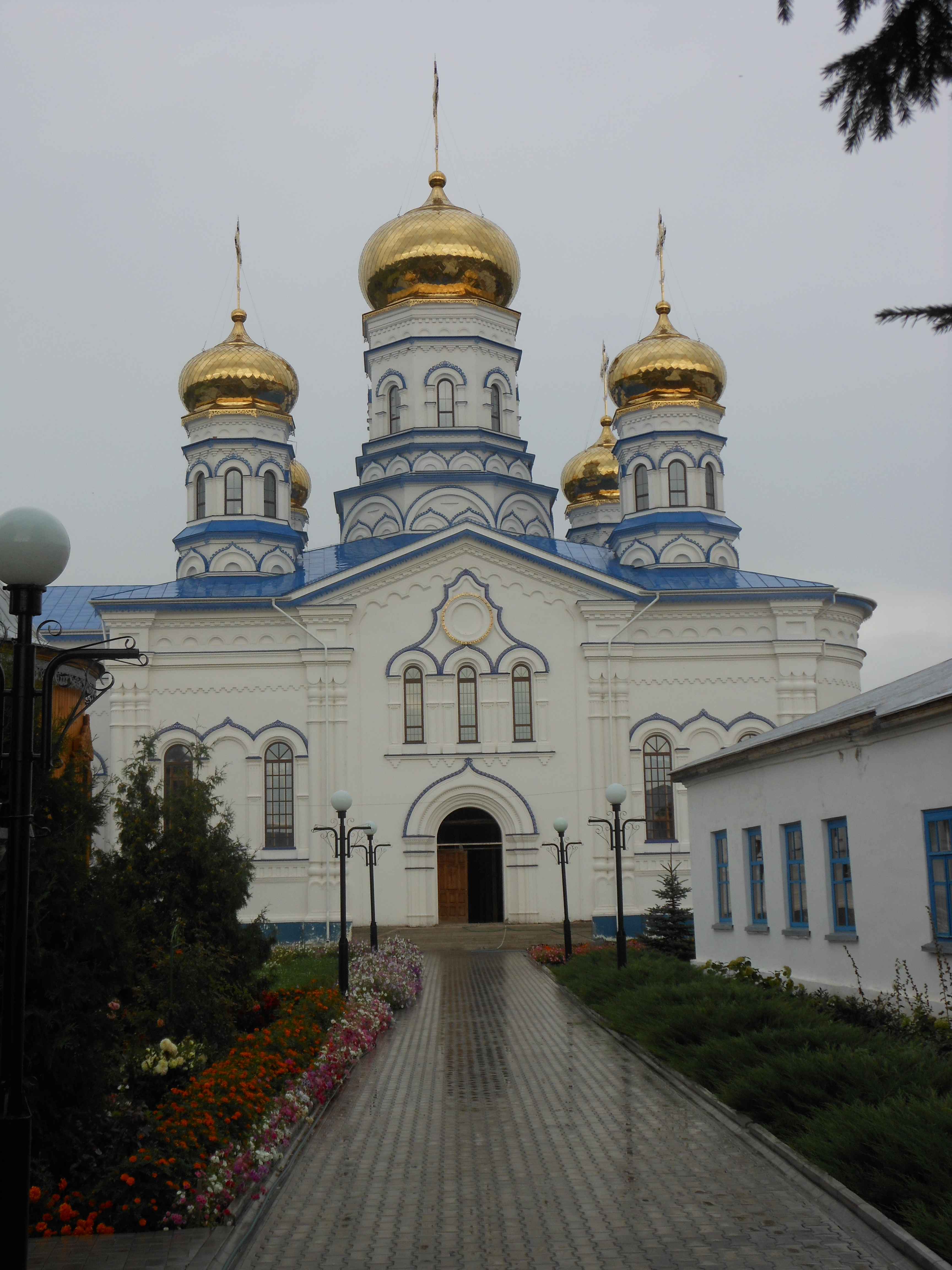
Собор Тихвинской иконы Божией Матери — главный храм монастыря

Позднее по названию иконы Вознесенский монастырь стал Тихвинским (в первой половине 18 — начале 19 вв. использовалось двойное название: Вознесенский Тихвинский монастырь). 

В 1723—24 гг., при объединении маловотчинных монастырей, его монахи переведены в Геронтиеву пустынь, на этом месте существовал короткое время женский монастырь, с 1737 вновь упоминается Тихвинский (Вознесенский) мужской монастырь. В первой половине 18 в. в монастыре имелись каменная Вознесенская церковь, 5 деревянных келий, 3 амбара, 2 погреба, хлебопекарня, за деревянной оградой — скотный двор с хозяйственными постройками. Штат состоял из игумена, 2 иеромонахов, схимонаха; причт — из диакона, дьячка и пономаря. Монастырь владел 9 десятинами пашни и 150 десятинами сенокосов, получал доходы от постоялого двора и продажи свечей.
В 1764 году переведён на собственное содержание со штатом из 7 монахов (игумен, 3 иеромонаха, иеродиакон, 2 монаха).

При конце населения города монастырь мужеской каменной, имянуемой Тихвинской. Построен по указу царя Алексея Михайловича, данному в 7183/1675/-м году. На состроение употребляемо иждивение от подавателей дворян и от общества граждан цывилских. Монастырь сей не числитца в штате. В нём строитель, монахов 6. Пропитываютца от подаяниев.— Описание уезднаго города Цывилска (1785)
В 1766 году получил разрешение владеть прежними угодьями. При монастыре имелось кладбище, где с начала 19 в. погребали знатных и богатых людей. В конце 18-1-й половине 19 вв. из новой недвижимости упоминались: двухэтажный каменный дом настоятеля, двухэтажный полукаменный келейный корпус, 3 часовни, дом для причта в Цивильске и т. д. Монастырю принадлежало 40 десятин пашни и 58 десятин сенокосов в Цивильском уезде, пустошь Оползино в Чебоксарском уезде с кустарником и рыбными ловлями (71 десятина), рыбные ловли в Чекурском затоне на Волге и др. Эти угодья, а также постоялый двор, перевоз через Волгу и водяная мельница в Свияжском уезде сдавались в аренду; от казны монастырь получал «милостинное подаяние» в 300 руб.
К концу 1860-х гг. обитель пришла в упадок: здания обветшали, из братии остались игумен, 2 иеромонаха, иеродиакон, 8 послушников. Для поддержания хозяйства последний игумен был вынужден в нарушение закона торговать чаем и махоркой, чтобы привлечь богомольцев-чувашей.
В 1868 году архиепископ Казанский Антоний после посещения монастыря предложил консистории закрыть его, а монахов и имущество перевести в Козьмодемьянский Михаило-Архангельский мужской монастырь. Однако в защиту монастыря выступили горожане, в 1870 году указом Синода от 30 декабря он преобразован в Тихвинский Богородицкий женский монастырь.

### Тихвинский Богородицкий женский монастырь

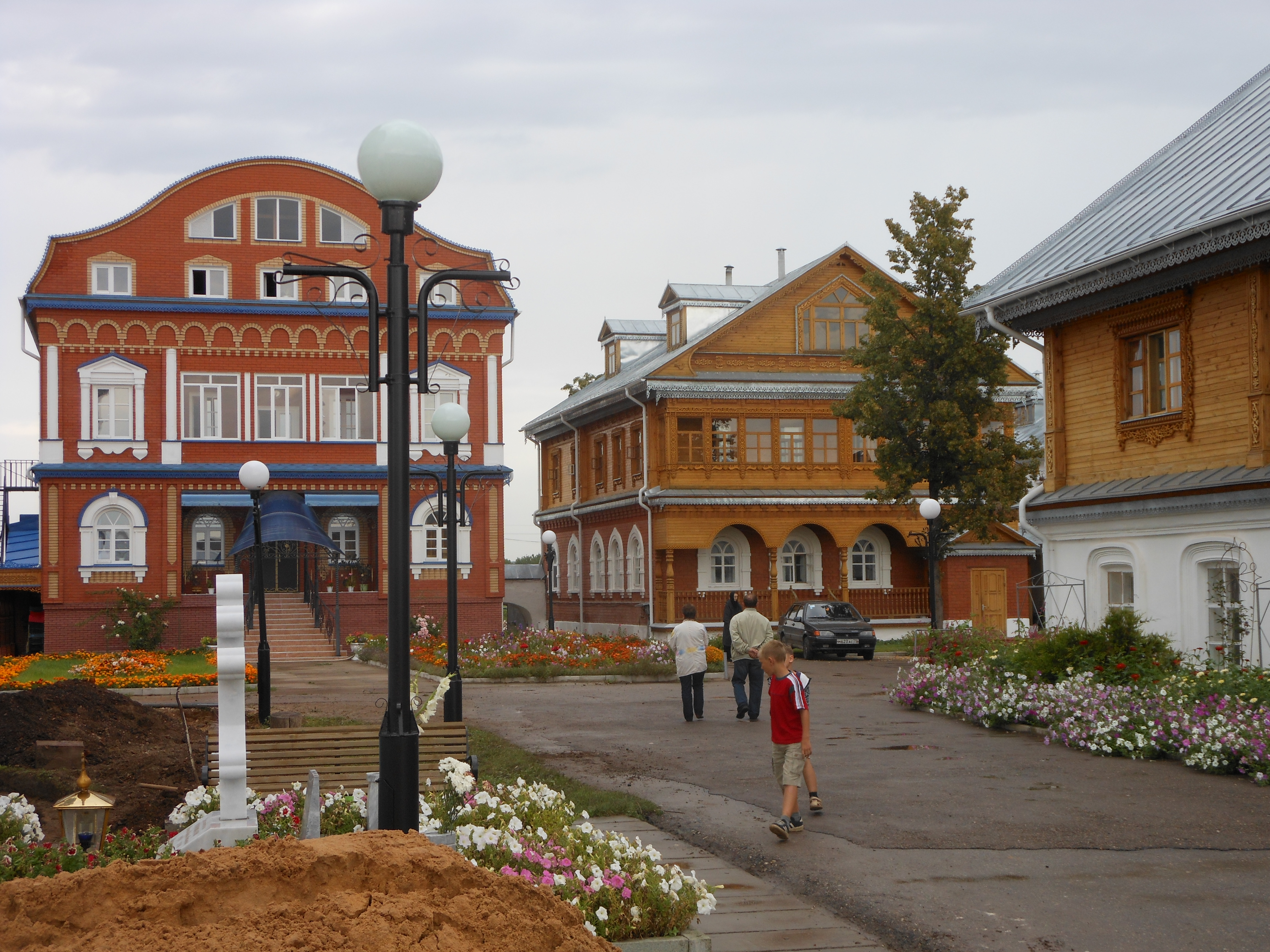
Трапезная и гостиница для паломников. Август 2012 года

Тихвинский Богородицкий женский монастырь строился на собственные средства и пожертвования купцов Василия Никитича Никитина (Казань), Василия Михайловича Мальцева (Москва), Прокопия Ефремовича Ефремова (Чебоксары) и др.
В первые годы отремонтированы Вознесенская церковь, дом для проживания игуменьи и монахинь, построены деревянные здания для женской школы с приютом, больницы, трапезной с кухней и прачечной, за монастырём — жилой дом для причта и скотный двор.
В 1880 году из села Абашево перевезена деревянная церковь Св. Харалампия, в 1880-86 на месте разобранного Вознесенского храма построена каменная трёхпрестольная Тихвинская церковь. При монастыре действовали начальная школа (в 1872-97 и 1915-18 Братства св. Гурия; в 1897—1911 церковно-приходская), предназначенная преимущественно для чувашских девочек, богадельня, с 1916 — приют для девочек-сирот с мастерской (в 1918 году приют насчитывал — 23 чел.).
В начале 20 в. монастырь имел 74 десятины пашни, 61 десятину сенокосов, 149 десятины леса в Цивильском уезде, рыбные угодья в пустоши Оползино Чебоксарского уезда (71 десятина), где был устроен скит, мельницу в Свияжском уезде, 2 деревянных дома с надворными постройками для причта в Цивильске, 2 доходных каменных дома в Казани, завещанные супругами Василием Никитичем и Марий Ивановной Никитиными (Никитинское подворье).

Могила первой игумении возрождённого Тихвинского монастыря м. Агнии (Яковлевой)

Немалый доход приносили иконописная и златошвейная мастерские, сдача в аренду перевоза через Волгу и др.
После Февральской революции 1917 года его угодья подверглись захвату и разорению со стороны крестьян, в 1918 частично национализированы.
В 1919 монастырю принадлежало 38 десятин пашни и 56 десятин сенокосов в Цивильском уезде, деревянный дом в городе; штат его состоял из игуменьи, 25 монахинь, 214 послушниц, причт — из 2 священников и 2 псаломщиков.
В начале 1920-х гг. в обители размещались квартиры для советских служащих, детский дом, дома младенца и старости. Тогда же на базе угодий монастыря было создано хозяйство по разведению племенного крупного рогатого скота.
В декабре 1923 года зарегистрирована монастырская религиозная группа.
В июле 1925 года монастырь был закрыт.
В советское время пятиярусная колокольня была разобрана на кирпич; в Тихвинском соборе, перестроенном в трёхэтажное здание, располагались детский дом, госпиталь, педагогическое и швейное училища.
В 1997 году строения возвращены верующим, монастырь вновь открыт указом Синода от 26 февраля 1998 года.

## Сооружения монастыря

### Собор Тихвинской иконы Божией Матери
Объект культурного наследия (№ 2110030004)
Построен в 1886 в традициях русско-византийского направления по проекту архитектора П. Е. Аникина.

### Церковь священномученика Харалампия

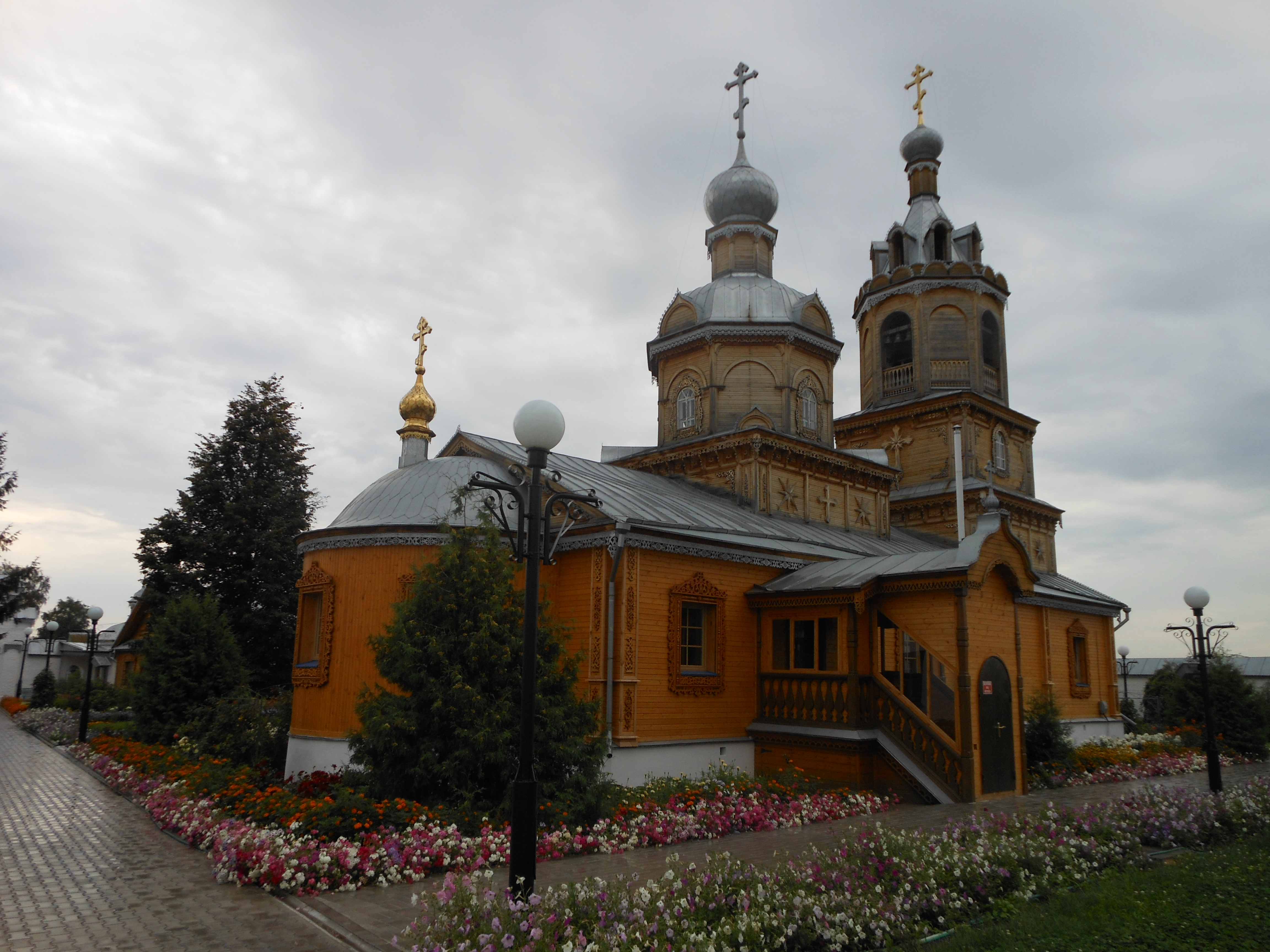
Деревянный храм монастыря

### Настоятельский корпус

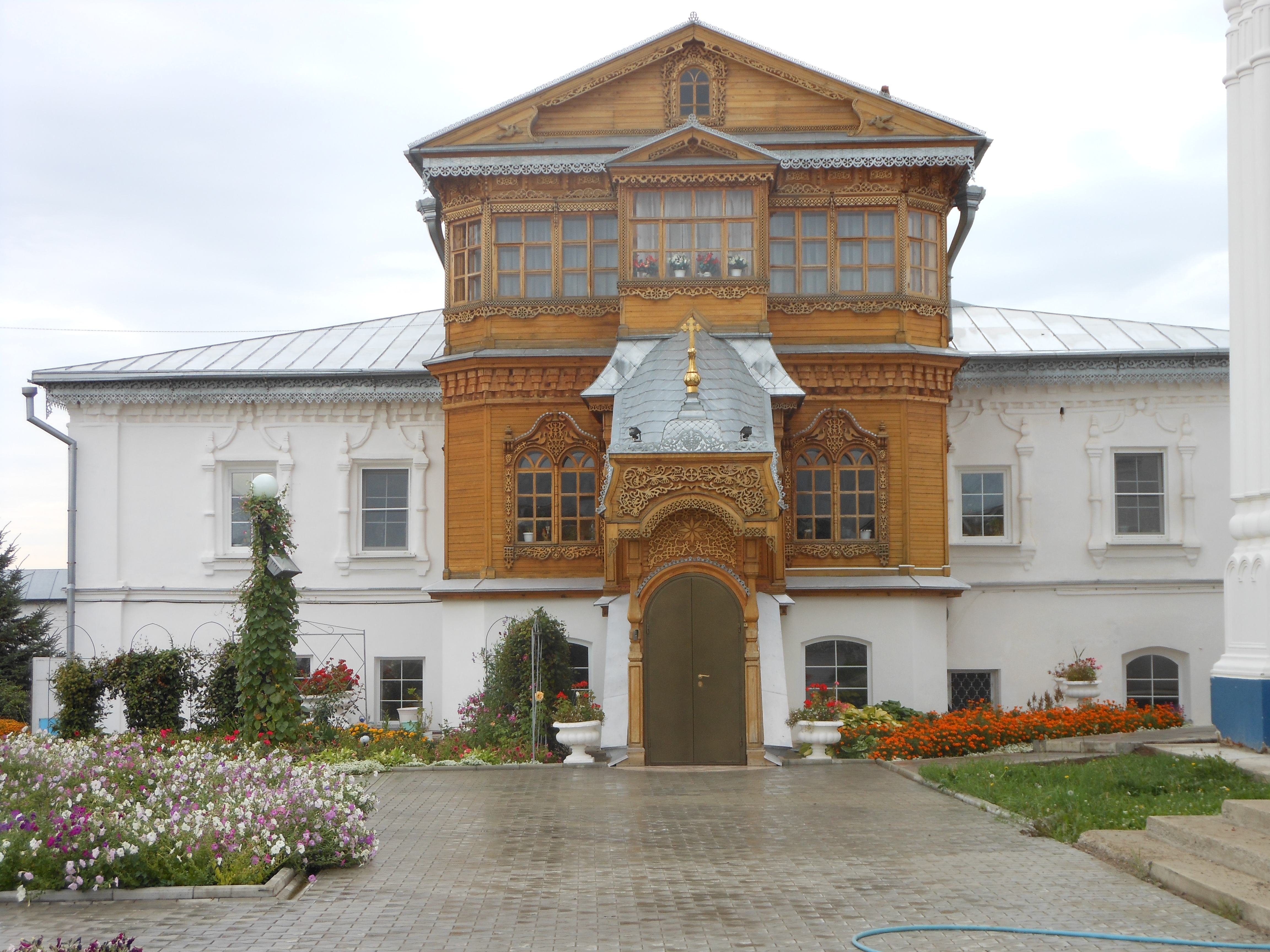
Настоятельские покои

- Келейные корпуса
- Гостиница
- Монастырские постройки
- Трапезная
- Хозяйственный корпус

### Святые врата
- Башни и стены ограды
- Монастырский пруд

## Настоятели
| Настоятели монастыря           | Настоятели монастыря                  | Настоятели монастыря |
| Даты                           | Настоятель                            | Комментарии |
| ------------------------------ | ------------------------------------- | --- |
| 9 марта 1871 — неизв.          | игуменья Херувима                     | дочь дьячка; «в учебном заведении не обучалась»; «68 лет от роду» (в 1889 году)                                                                            |
| …                              | неизвестно                            | |
| 14 мая 1998 — 20 мая 2004      | игуменья Агния (Яковлева) (1956—2004) | До мая 1998 — настоятельница Алатырского Киево-Николаевского Новодевичьего монастыря; похоронена на территории монастыря, перед алтарем Тихвинского Собора |
| июль 2004 — по настоящее время | игуменья Нина (Волкова)               | |

## Богослужения
Вечернее Богослужение — 16:00; 

Водосвятный молебен перед иконой Божией Матери «Неупиваемая Чаша» — по четвергам, по окончании Литургии; 

Молебен с акафистом священномученику Харалампию — по пятницам, по окончании Литургии;

Параклисис Божией Матери — по пятницам, на вечернем Богослужении

Молебен об умножении любви и искоренении ненависти и злобы — первое воскресение месяца, по окончании Литургии;

Молебен Святым — по воскресениям; 

Акафист Иисусу Сладчайшему — по воскресениям на вечернем Богослужении;

Панихида — по субботам по окончании Литургии;

Крестный ход вокруг стен монастыря с молитвой «Богородице Дево, радуйся…» — ежедневно, 12:00.

## Монастырские праздники
- 9 июля совершается празднование святыни монастыря — Тихвинской иконы Божией Матери. К этому празднику была приурочена проводившаяся на землях монастыря ежегодная сельскохозяйственная ярмарка. Позднее ярмарка была вынесена за пределы монастыря, и сроки её проведения менялись: 26 июня (до начала 19 в.), 24—27 июня (до конца 1860-х годов), 24 июня — 1 июля (с 1870), 23—28 июня (с 1885), 23—29 июня (с 1890-х годов). С 1990-х годов стала проводиться в первой декаде июля[13].
- 30 октября совершается крестный ход по улицам Цивильска, посвящённый чудесному избавлению города от отрядов Степана Разина. Крестный ход совершается с чудотворной святыней, покровительницей города — Тихвинской иконой Божией Матери.